# Batayporã
Batayporã là một đô thị thuộc bang Mato Grosso do Sul, Brasil. Đô thị này có diện tích 1828,214 km², dân số năm 2007 là 10559 người, mật độ 5,78 người/km².